# Pteris zahlbruckneriana
Pteris zahlbruckneriana là một loài dương xỉ trong họ Pteridaceae. Loài này được Endl. mô tả khoa học đầu tiên..
Danh pháp khoa học của loài này chưa được làm sáng tỏ. 